# 太田黒伴雄

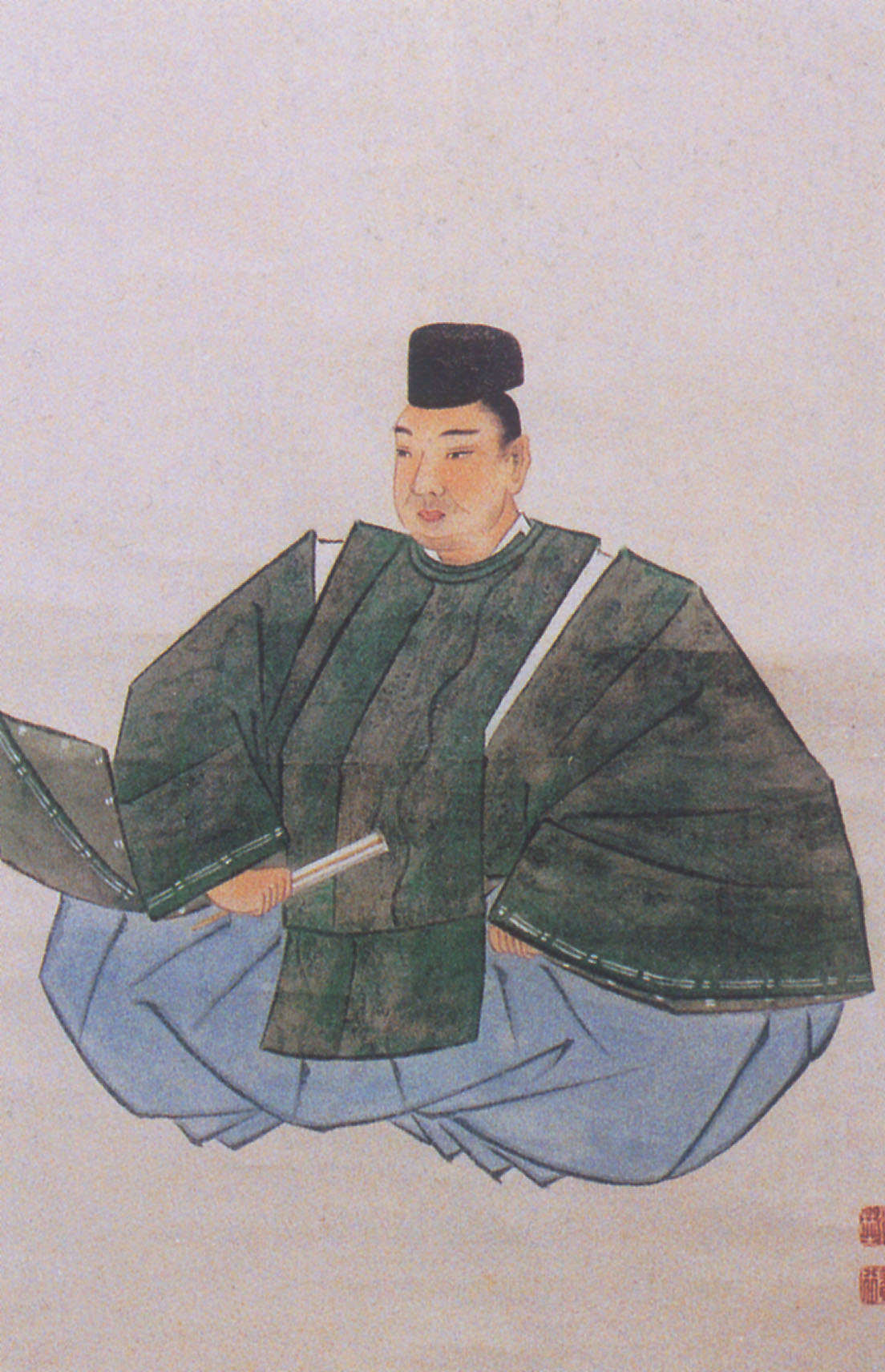
太田黒伴雄

太田黒 伴雄（おおたぐろ ともお、天保6年（1835年） - 明治9年（1876年）10月25日）は、日本の士族。神風連の乱の首領、指導者。幼名は鉄兵衛。

## 来歴
1835年（天保6年）、肥後国飯田熊助の三男として熊本被分町（現・熊本市）に生まれる。大野家に養子に入り大野鉄兵衛と称した。その後、江戸にて朱子学・陽明学を学ぶ。帰藩後、林桜園より国学と神道の手ほどきを受け、尊王攘夷の思想を深めた。
新開大神宮の太田黒伊勢守に入婿し、姓名を太田黒伴雄と改め、神官となる。立派で大柄な太田黒は、宮部鼎蔵、轟武兵衛ら勤王党先輩たちからも信頼され対等に扱われていた。
1876年（明治9年）、明治政府の出した廃刀令に激怒して加屋霽堅、斎藤求三郎ら、約170名とともに、神風連の乱を起こすが銃弾を受けて重傷を負い、法華坂で義弟の大野昇雄の介錯により果てる。享年42。1924年（大正13年）、正五位を贈られた。

## 和歌
- おきて祈りふしてぞ思う一筋は　神そ知るらむ我が国のため
- 天照神をいはひて国安く　民おさまれと世を祈るかな
- かぎりなきめぐみにおのが百年の　よはひを捨てて君に報いむ

## 関連図書
- 渡辺京二『熊本県人』新人物往来社、1973、203-213頁
- 国史大辞典編集委員会編『国史大辞典、第2巻』吉川弘文館、1980年
- 鈴木喬編『熊本の神社と寺院』熊本日日新聞社、1980、38頁
- 鈴木喬編『熊本の人物』熊本日日新聞社、1982年、142頁
- 熊本教育振興会編『肥後の人物ものがたり』熊本教育振興会、1988年、104頁